# Tomiyamichthys alleni
Tomiyamichthys alleni és una espècie de peix de la família dels gòbids i de l'ordre dels perciformes.

## Morfologia
- Els mascles poden assolir 3,8 cm de longitud total i les femelles 4,2.[4]

## Hàbitat
És un peix marí, de clima subtropical i demersal que viu entre 15-40 m de fondària.

## Distribució geogràfica
Es troba al Japó i Indonèsia.

## Costums
Viu simbiòticament amb Alpheus randalli.

## Observacions
És inofensiu per als humans.